# Goldscheiteltangare

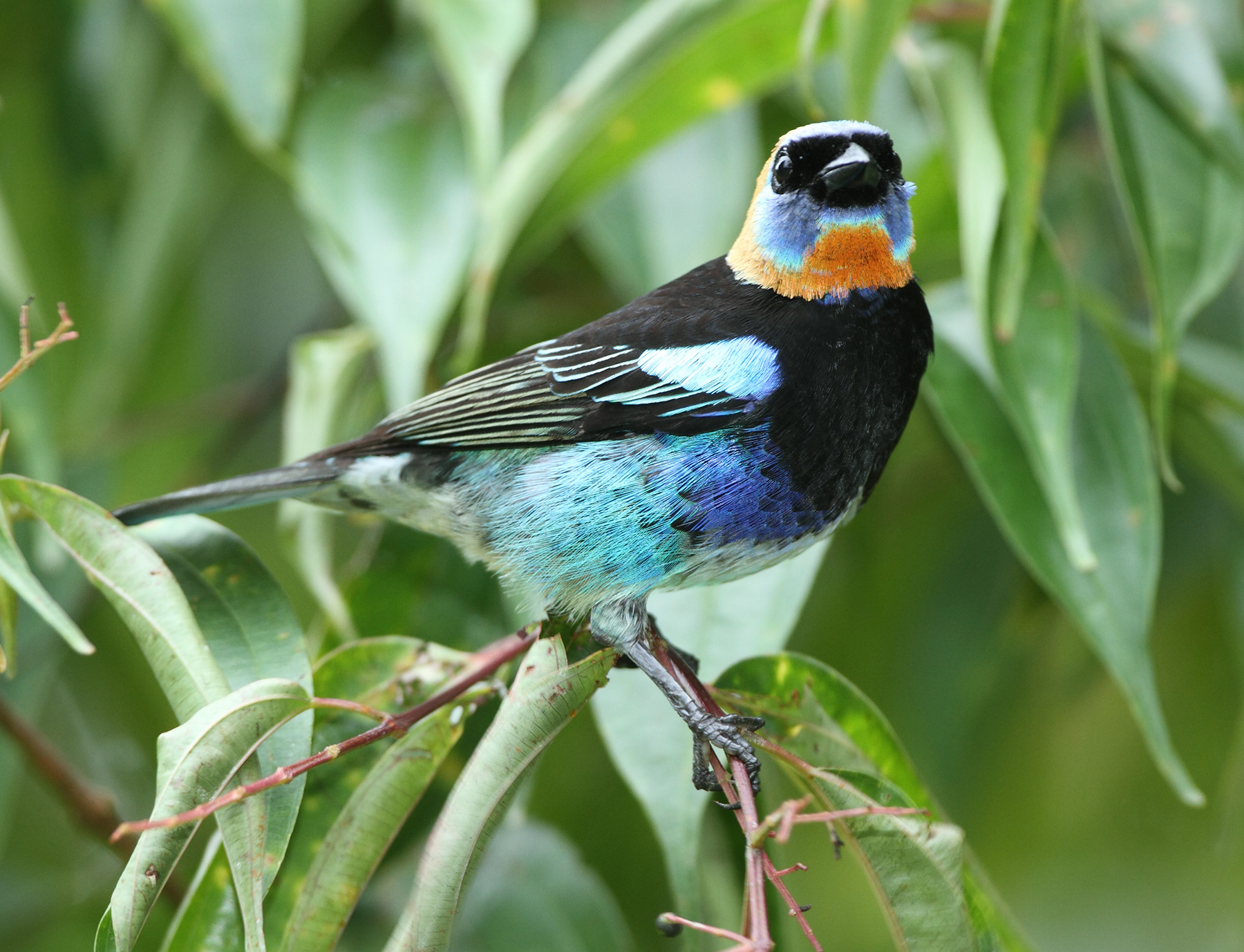
Purpurmaskentangare in Costa Rica

Die Goldscheiteltangare (Stilpnia larvata, Syn.: Tangara larvata) früher auch Purpurmaskentangare ist eine in Mittel- und Südamerika vorkommende Vogelart aus der Familie der Tangaren (Thraupidae).

## Merkmale
Die Goldscheiteltangare erreicht eine Körperlänge von etwa 12 Zentimetern und ein Gewicht von 17,1 bis 23,9 Gramm. Die Vögel sind sehr bunt gefärbt. Sie zeigen im Wesentlichen die folgenden Gefiederfarben:
- Kopf: Cremeweiß bis Goldgelb
- Gesichtsmaske: Schwarz, bläulich eingefasst
- Kehle: Rotbraun
- Brust und Rücken: Schwarz
- Arm- und Handschwingen sowie Steuerfedern: Schwarz, bläulich bis grünlich eingefasst
- Armdecken, Flanken und Bürzel: Türkis, Grün oder Blau, je nach Lichteinfall
- Bauch: Hellgelb bis cremefarben

Beine und Füße sind dunkelgrau. Beide Geschlechter unterscheiden sich farblich kaum. Die Weibchen zeigen jedoch etwas blassere Farben. 

## Verbreitung, Unterarten und Lebensraum
Neben der zum Karibischen Meer gewandten Seite Mexikos, in Belize, im Osten Guatemalas und im Norden Costa Ricas vorkommenden Nominatform Stilpnia larvata larvata (Du Bus de Gisignies, 1846) sind drei weitere Unterarten bekannt:
- Stilpnia larvata centralis (Berlepsch, 1912)[3] – auf der zum Karibischen Meer gewandten Seite Costa Ricas und im Westen Panamas
- Stilpnia larvata fanny (Lafresnaye, 1847)[4] – im Osten Panamas und Kolumbiens sowie in Ecuador
- Stilpnia larvata franciscae (P. L. Sclater, 1856)[5] – auf der zum Pazifik gewandten Seite Costa Ricas sowie in der kolumbianischen Provinz Veraguas.

Goldscheiteltangare besiedeln bevorzugt feuchte Waldränder, in Gebieten, die vom Flachland bis in eine Höhe von 1800 Metern reichen.

## Lebensweise
Die Vögel ernähren sich in erster Linie von Früchten, in geringerem Maße auch von Gliederfüßern (Arthropoda). Untersuchungen der Mageninhalte ergaben einen Anteil an pflanzlicher Kost von durchschnittlich 68 %. Die Purpurmaskentangare leben paarweise oder in kleinen Familienverbänden, seltener in der Gesellschaft mit anderen Tangaren-Arten. Die Brutsaison beginnt regional unterschiedlich in den Monaten Januar, Februar oder März. Da eine erfolgreiche Brutquote von nur 29 % ermittelt wurde, ist es schlüssig, dass die Vögel zwei bis drei Bruten pro Jahr anlegen. Das tassenförmige Nest wird aus trockenen Blättern, Pflanzenfasern und der Seide von Spinnennetzen gefertigt und mit zwei Eiern versehen. Diese sind weißlich bis blass grau gefärbt und mit bräunlichen Sprenkeln versehen. Die Brutzeit beträgt 13 bis 15 Tagen, das Weibchen brütet allein. Die Nestlinge werden von Familienverbänden mit Nahrung versorgt und fliegen nach 14 bis 15 Tagen aus.

## Gefährdung und Schutz
Die Goldscheiteltangare hat ein ausgedehntes Verbreitungsgebiet und ist auch in Schutzgebieten und Nationalparks nicht selten. Sie wird demzufolge von der Weltnaturschutzorganisation IUCN als  „Least Concern = nicht gefährdet“ klassifiziert. Trotz der Urbarmachung von Waldgebieten ist ein nennenswerter Rückgang der Art bisher nicht auszumachen.